# Sa Societat
Sa Societat és un teatre i centre social situat al municipi mallorquí de Calvià.
Es va inaugurar l'any 1908 com a Societat de Socors Mutus Unió Obrera de Calvià amb fins assistencials, formatius i d'entreteniment.
A l'actualitat compta amb un saló social, una sala de reunions a la planta superior, i el teatre esmentat, amb una programació periòdica, que té una capacitat per a 200 espectadors.